# Cervecería Artois
La Cervecería Artois (en neerlandés, Brouwerij Artois) es una cervecería ubicada en la ciudad de Lovaina, en la Provincia del Brabante Flamenco (Bélgica). Es una de las cervecerías más grandes del país. La compañía es parte del grupo cervecero AB InBev.

## Historia
La historia de la Cervecería Artois comienza en 1366, de cuando datan los registros de los impuestos existentes en la cervecera Den Horen de Lovaina, una fábrica de cerveza que se encuentra todavía en existencia. Con la presencia de estudiantes, después del establecimiento de la Universidad de Lovaina, en 1425 y también por la mala calidad del agua potable contaminada, la cervecería empezó a florecer, convirtiéndose en una de las empresas más grandes de la ciudad en el siglo XV. Debido a la contaminación del agua en la región beber cerveza era más saludable que el agua, el residente promedio de la ciudad bebía alrededor de 1500 a 440 litros de cerveza por año. 
Con los impuestos especiales que generaron las ventas de cerveza, la ciudad mejoró significativamente la infraestructura urbana. En 1537, Den Horen se convirtió en la empresa más importante de la ciudad. La imposición de derechos de importación y el difícil transporte significaron que Den Horen tenía solo competencia local en su propio mercado. 
El 13 de junio de 1708, Sebastián Artois se convirtió en el maestro cervecero en Den Horen, comprando la cervecería nueve años después cambiandole el nombre a Cervecería Artois.

## Galería

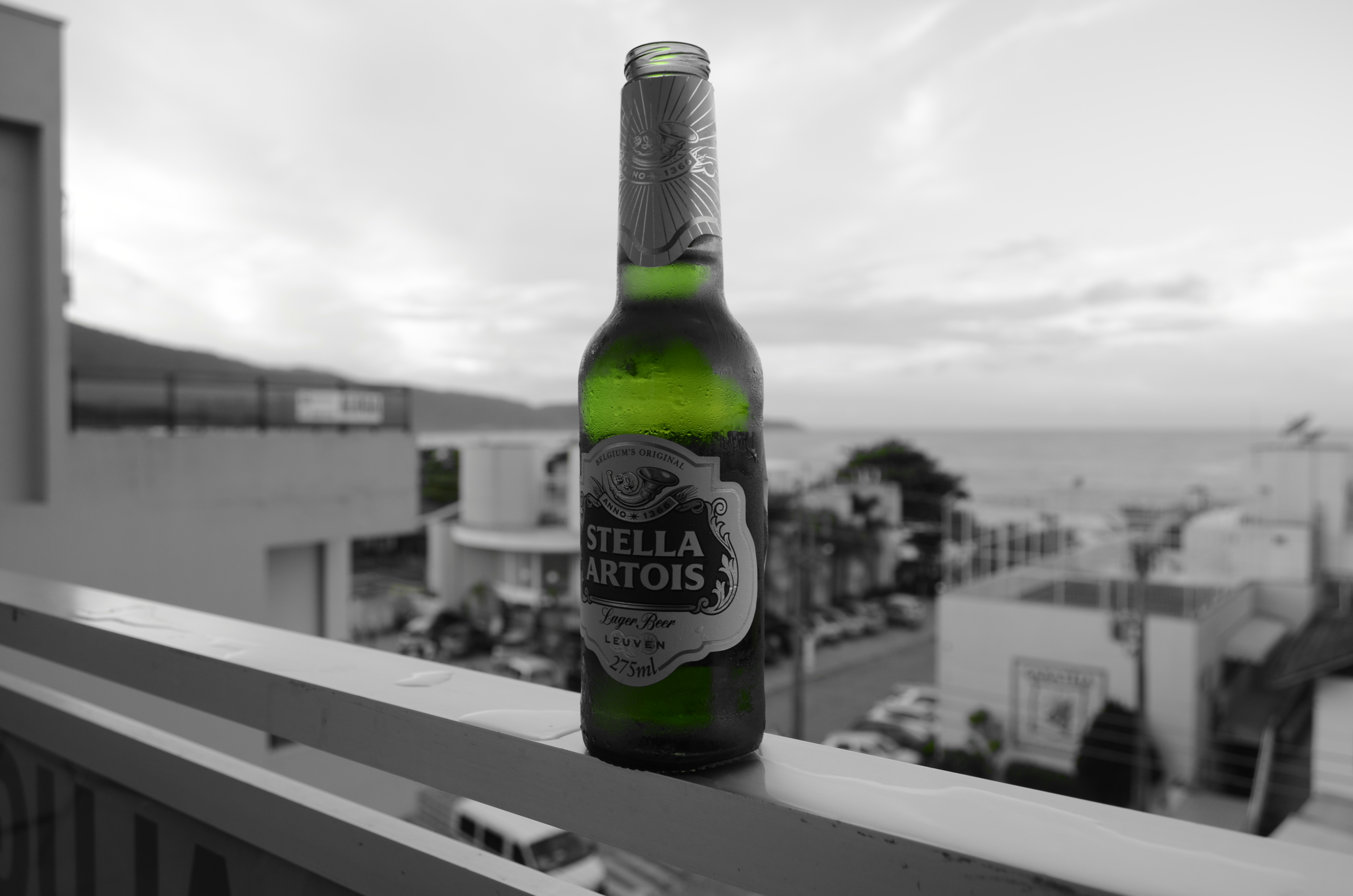
Cerveza Stella Artois
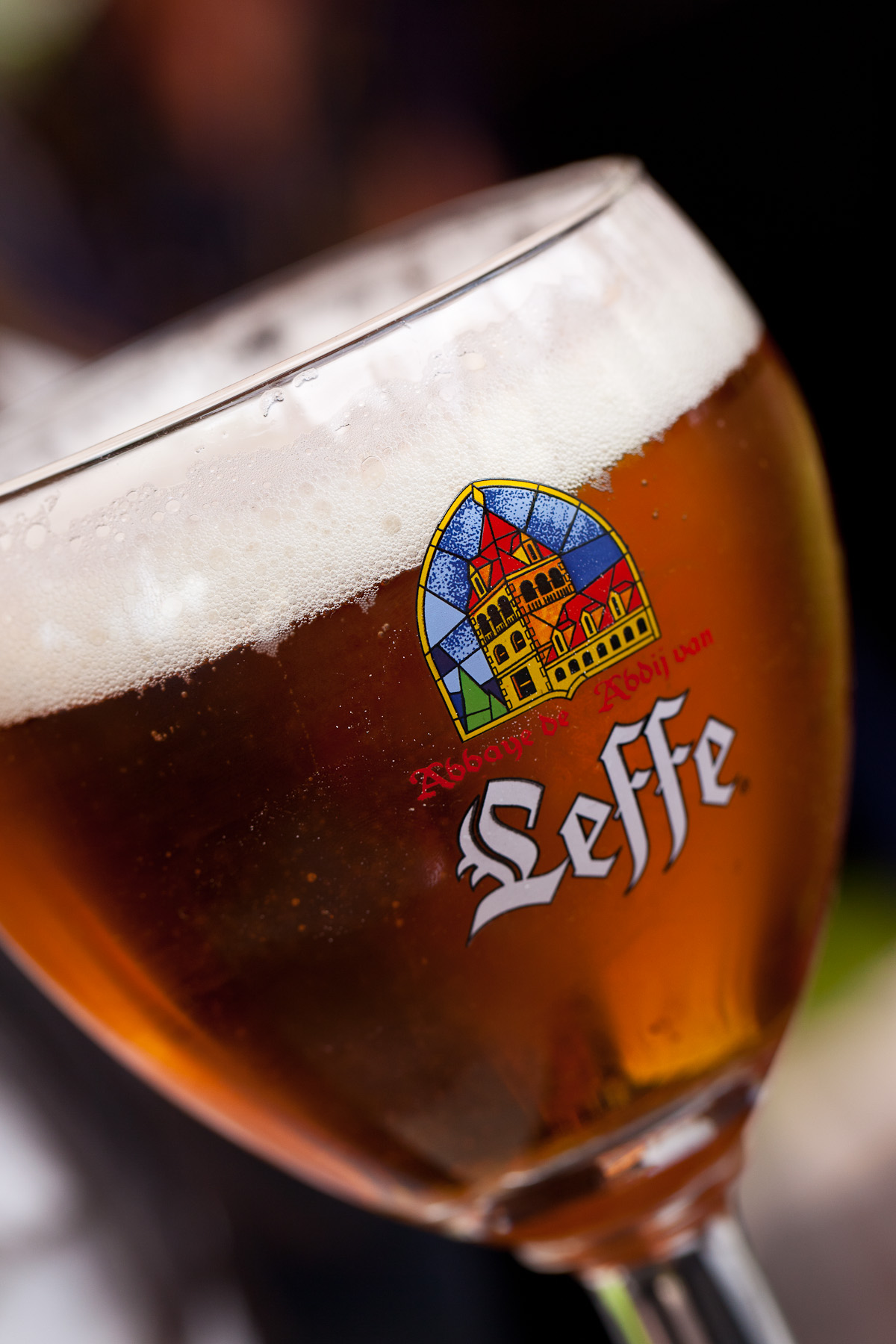
Cerveza Leffe